# Królewska Kaplica pw. Świętego Piotra w Okowach
Królewska Kaplica pw. Świętego Piotra w Okowach (ang.: The Chapel Royal of St. Peter ad Vincula) – wzniesiony ok. r. 1000 kościółek, obecnie objęty terenem zamku Tower of London, miejsce pochówku wielu sławnych osobistości ściętych za panowania Henryka VIII, Edwarda VI, Marii I i Elżbiety I. 

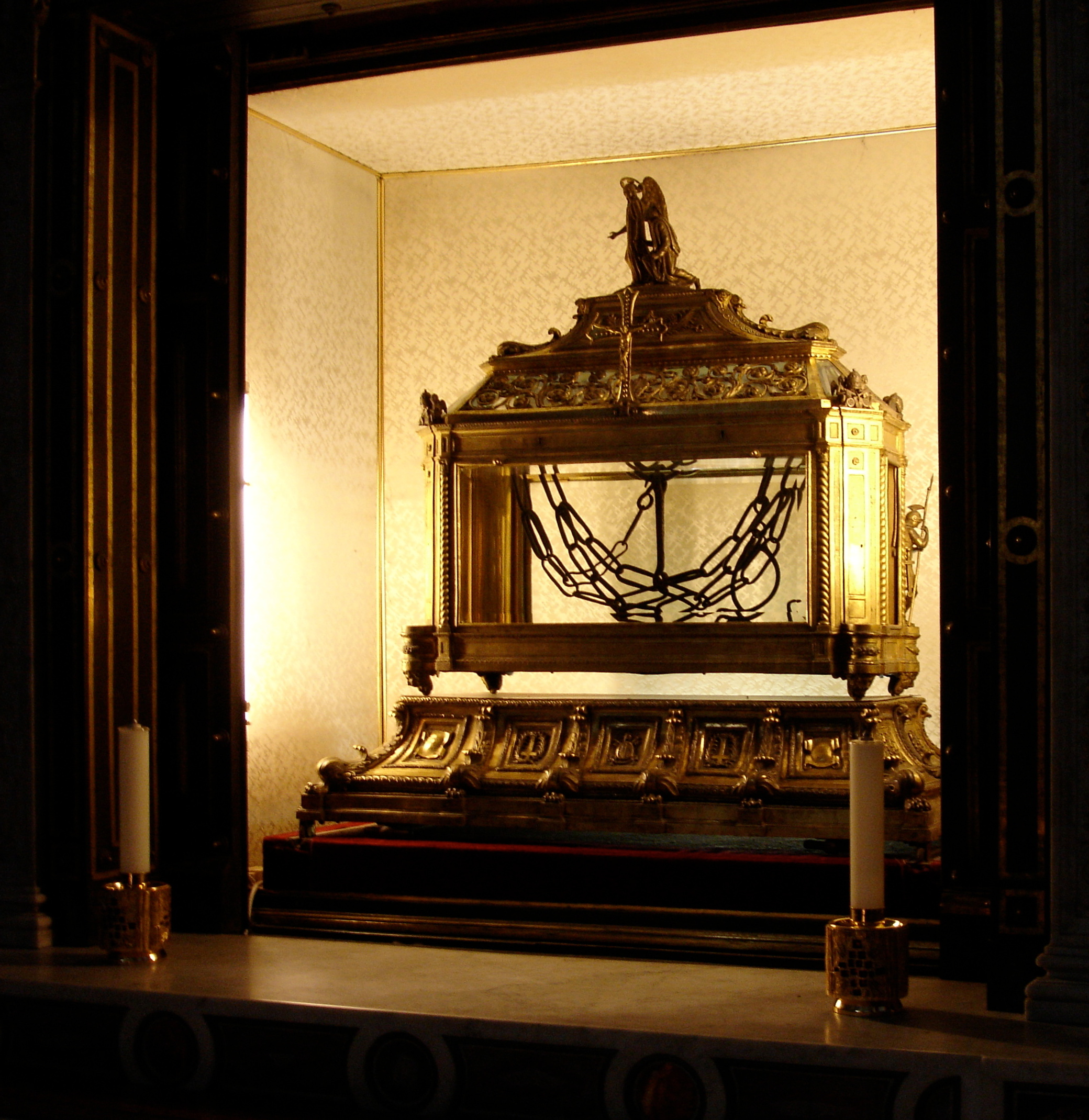
Kajdany św. Piotra (Bazylika San Pietro in Vincoli w Rzymie)

## Zarys historii
Wzniesiony jeszcze za czasów królów anglosaskich kościółek został przebudowany w latach 1519-1520 na zamówienie króla Henryka VIII jako anglikański kościół parafialny dla mieszkańców zamku Tower (urzędników królewskich i żołnierzy z kompanii Yeomen Warders oraz ich rodzin). Początkowo znajdował się poza murami Tower i został włączony w teren zamkowy za rozbudowy zamku w czasach panowania króla Henryka III. Znajduje się jako tzw. Royal peculiar pod bezpośrednią jurysdykcją aktualnie panującego monarchy brytyjskiego.
Nazwa nawiązuje do epizodu z życia św. Piotra, więzionego w kajdanach w Jerozolimie przez króla Judei Heroda.
Nieopodal kościółka znajduje się miejsce kaźni wielu znanych osób, zdekapitowanych lub więzionych w zamku Tower za czasów dynastii Tudorów. Zwłoki ich chowano w jego podziemiach. Należą do nich m.in.:
- Anna Boleyn, małżonka Henryka VIII;
- Katarzyna Howard, małżonka Henryka VIII;
- Jane Grey, królowa Anglii przez 9 dni;
- Tomasz More, kanclerz Henryka VIII, Święty katolicki;
- John Fisher, Święty katolicki;
- Filip Howard, arystokrata angielski, Święty katolicki.

Przy restauracji kościółka w roku 1876 odnaleziono i zidentyfikowano szczątki Anny Boleyn i Katarzyny Howard i pochowano je w osobnej, opatrzonej okazałym epitafium krypcie przed głównym ołtarzem. Na zachodniej ścianie kościółka umieszczono tablicę z nazwiskami znanych osobistości pochowanych tam między 1534 i 1747.